# Юзефув (Отвоцький повіт)
Юзе́фув (пол. Józefów) — місто в центральній Польщі, на річці Вісла. Адміністративний центр ґміни Юзефув.
Належить до Отвоцького повіту Мазовецького воєводства.
Належить до Варшавської агломерації.

## Демографія
Демографічна структура станом на 31 березня 2011 року:
|          | Загалом | Допрацездатний вік | Працездатний вік | Постпрацездатний вік |
| -------- | ------- | ------------------ | ---------------- | -------------------- |
| Чоловіки | 9168    | 2112               | 6049             | 1007                 |
| Жінки    | 10308   | 2077               | 5990             | 2241                 |
| Разом    | 19476   | 4189               | 12039            | 3248                 |

## Відомі люди
- Ґжеґож Марковсі - співак, соліст рок-гурту Perfect.
- Радослав Сікорський - польський політик, з 2007 року міністр закордонних справ Польщі.